# كعكة الفطور
كعكة الفَطور أو كعكة الفلفل (بالهولندية: Ontbijtkoek) هي كعكة هولندية وفلمنكية متبلة. الشيلم المزروع هو أهم مكوناتها، حيث يلون الكعكة باللون البني الفاتح. يُتبَّلُ بالقرنفل والقرفة والزنجبيل والعصارة وجوزة الطيب. يوجد في عدة أجزاء من هولندا وصفات محلية خاصة بها، وأشهرها (كعكة المرأة العجوز) والتي يغلب أكلها في الشمال وتمتلك طعمة اليانسون. تؤكل هذه الكعة عند الفطور وتكون ذات طبقة من الزبدة في الأعلى بديلًا للخبز. وقد تقدم وجبة خفيفة نظرًا لمذاقها الحلو. يُفضل تناوله في اليوم التالي للخَبز. كعكة الفطور موجود في إندونيسيا التي تقع في شرق اسيا لاستعمارها التاريخي من قبل هولندا التي تقع في شمال غرب قارة أوروبا.